# Abdulaziz al-Omari
Abdulaziz al-Omari (arab. ‏عبدالعزيزالعمري‎, transliteracja Abdul Aziz Alomari; ur. 28 maja 1979 w prowincji Asir, zm. 11 września 2001 w Nowym Jorku) – saudyjski terrorysta, zamachowiec samobójca. 

## Życiorys
Jeden z pięciu porywaczy samolotu linii American Airlines (lot 11), który jako pierwszy rozbił się o jedną z wież World Trade Center (wieżę północną), w czasie zamachów z 11 września 2001 roku. Odpowiedzialny był za zastraszenie pasażerów atrapą bomby, którą przeniósł do samolotu w torbie. Siedział pośrodku przedziału klasy biznesowej obok Mohameda Atty, był drugim pilotem odpowiedzialnym za sprawy techniczne i nawigację samolotu.